# Bloodline (альбом Recoil)
Bloodline — третий студийный альбом (второй на CD) проекта Recoil, Алана Уайлдера, последний, записанный им, будучи участником Depeche Mode. Вышел 14 апреля 1992 года.

## Об альбоме
К альбому был выпущен первый сингл проекта Recoil — кавер на песню Sensational Alex Harvey Band «Faith Healer». Трек «Electro Blues for Bukka White» является наложением музыки на старую запись вокала (оригинал — «Shake 'Em On Down» от Букка Уайт). В альбоме есть две инструментальные композиции — «The Defector» и «Freeze». Песни «Faith Healer» и «Edge to Life» в 2010 году вошли в сборник Selected.

## Список композиций
Автор музыки — Алан Уайлдер, авторами текстов являются приглашённые вокалисты (кроме отмеченной):
1. Faith Healer (вокал — Дуглас Маккарти) — 5:59 (авторы Алекс Харви, Хью Маккенна)
2. Electro Blues for Bukka White (вокал — Букка Уайт) — 8:58
3. The Defector (инструментал) — 8:01
4. Edge to Life (вокал — Тони Хэллидэй) — 6:08
5. Curse (вокал — Моби) — 7:04
6. Bloodline (вокал — Тони Хэллидэй) — 6:48
7. Freeze (инструментал) — 7:28